# П'єр Калулу
П'єр Калулу Кітенгва (фр. Pierre Kalulu Kyatengwa; нар. 5 червня 2000 року, Ліон, Франція) ― французький футболіст конголезького походження, захисник італійського клубу «Мілан». На умовах оренди грає за «Ювентус».

## Футбольна кар'єра
П'єр ― уродженець міста Ліон. Починав займатися футболом у команді «Сен-Прієст», звідки у десятирічному віці перебрався до академії «Ліона». Виступав за молодіжні команди «Олімпіка».
11 серпня 2018 року дебютував за другу команду ліонців у поєдинку проти «Жура Суд Фут». Всього у дебютному сезоні 2018/19 зіграв за другу команду 17 матчів. Виступав за молодь «Олімпіка» в Юнацькій лізі УЄФА 2018/19 і 2019/20, де з командою двічі дійшов до чвертьфіналу.
5 березня 2020 року вперше потрапив до заявки основної команди у поєдинку проти «Ам'єна», однак на полі так і не з'явився.
Влітку 2020 року П'єр перейшов до «Мілана» за 480 тис. євро, підписавши з італійським клубом п'ятирічний контракт. 10 грудня того ж року він дебютував за «Мілан» у поєдинку Ліги Європи проти празької «Спарти», вийшовши на поле у стартовому складі і провівши весь матч. Через три дні, 13 грудня 2020 року, П'єр дебютував і у Серії А, замінивши на 5-й хвилині зустрічі травмованого Маттео Габбію у поєдинку проти «Парми».

## Кар'єра в збірній
П'єр грав за юнацькі збірні Франції різних вікових категорій (U-18, U-19, U-20). Брав участь у чемпіонаті Європи 2019 року серед юнаків до 19 років. Провів на турнірі 3 зустрічі, разом з командою програвши у півфіналі одноліткам з Іспанії у серії післяматчевих пенальті.
31 травня 2021 року дебютував за молодіжну збірну Франції у матчі 1/4 фіналу молодіжного чемпіонату Європи проти збірної Нідерландів, замінивши на 13-й хвилині матчу Колена Дагба.
Також потрапив до заявки збірної Франції на Олімпійських іграх 2020, зігравши три матчі групового етапу. Французи перемогли збірну ПАР, проте програли японцям та мексиканцям, внаслідок чого припинили свої виступи, посівши третє місце у групі.

## Родина
Крім французького громадянства, П'єр має також паспорт Демократичної Республіки Конго. Старші брати П'єра ― Альдо і Гедеон також є футболістами.

## Статистика
Станом на 25 травня 2024
| Сезон              | Команда            | Чемпіонат          | Чемпіонат | Чемпіонат | Національний кубок | Національний кубок | Національний кубок | Континентальні кубки | Континентальні кубки | Континентальні кубки | Інші змагання | Інші змагання | Інші змагання | totale | totale | totale |
| Сезон              | Команда            | Ліга               | Ігор      | Голів     | Ліга               | Ігор               | Голів              | Ліга                 | Ігор                 | Голів                | Ліга          | Ігор          | Голів         | Ігор   | Голів  |        |
| ------------------ | ------------------ | ------------------ | --------- | --------- | ------------------ | ------------------ | ------------------ | -------------------- | -------------------- | -------------------- | ------------- | ------------- | ------------- | ------ | ------ | ------ |
| 2018–19            | «Ліон B»           | НЧ2                | 17        | 0         | -                  | -                  | -                  | -                    | -                    | -                    | -             | -             | -             | 17     | 0      |        |
| 2019–20            | «Ліон B»           | НЧ2                | 19        | 0         | -                  | -                  | -                  | -                    | -                    | -                    | -             | -             | -             | 19     | 0      |        |
| Усього за «Ліон B» | Усього за «Ліон B» | Усього за «Ліон B» | 36        | 0         |                    | 0                  | 0                  |                      | 0                    | 0                    |               | 0             | 0             | 36     | 0      |        |
| 2020–21            | «Мілан»            | A                  | 13        | 1         | КІ                 | 1                  | 0                  | ЛЄ                   | 4                    | 0                    | -             | -             | -             | 18     | 1      |        |
| 2021–22            | «Мілан»            | A                  | 28        | 1         | КІ                 | 4                  | 0                  | ЛЧ                   | 5                    | 0                    | -             | -             | -             | 37     | 1      |        |
| 2022–23            | «Мілан»            | A                  | 34        | 1         | КІ                 | 1                  | 0                  | ЛЧ                   | 10                   | 0                    | СІ            | 1             | 0             | 46     | 1      |        |
| 2023–24            | «Мілан»            | A                  | 9         | 0         | КІ                 | 0                  | 0                  | ЛЧ+ЛЄ                | 1+1                  | 0                    | -             | -             | -             | 11     | 0      |        |
| Усього за «Мілан»  | Усього за «Мілан»  | Усього за «Мілан»  | 84        | 3         |                    | 6                  | 0                  |                      | 21                   | 0                    |               | 1             | 0             | 112    | 3      |        |
| Усього за кар'єру  | Усього за кар'єру  | Усього за кар'єру  | 120       | 3         |                    | 6                  | 0                  |                      | 21                   | 0                    |               | 1             | 0             | 148    | 3      |        |

## Титули і досягнення
- Чемпіон Італії (1):

«Мілан»: 2021–22